# Boštjan Glavinić de Glamoč
Boštjan Glavinić de Glamoč (tudi Sebastian Glavinić ali Sebastiano Glaunich), rimskokatoliški duhovnik, senjsko-modruški škof , dvorni kaplan ter tolmač  * 1630 Potpićan , †  5. maj 1697 Slovenske Konjice.

## Rodbina Glavinić
Rodbina izvira iz Glamoča v Bosni,  kjer so imeli znatno premoženje z dednim gradom, nato pa so med turškimi vpadi pribežali v Istro in se naselili v Kanfanarju, kasneje pa se preselili v Pičen.

## Življenje in delo
Glavinić je bil rojen pri Pičnu v hrvaški Istri, ki je danes nepomemben kraj, nekoč pa je bil sedež škofije s škofijsko palačo in stolnico.
O njegovem šolanju ni veliko znanega, verjetno je potekalo na Trsatu pri Reki, kjer je bil njegov stric dr. Franjo Glavinić predstojnik frančiškanskega samostana. Tedaj je bil Trsat tudi center  glagoljaštva, najstarejše slovanske pisave. V Gradcu, na Dunaju in v Trnavi je študiral teologijo in filozofijo. V duhovnika je bil posvečen leta 1660.
Na Dunaju so takrat trepetali pred turško nevarnostjo in se pripravljali na odločilni spopad, hkrati pa iskali pomoč od drugod. Zato je mladi cesar  Leopold I. Habsburški sklenil poslati posebno odposlanstvo v Moskvo , ki bi poskušalo poleg zavezništva doseči tudi pomiritev med Rusijo in  Poljsko. V odpravi je moral biti tudi  tolmač za ruski jezik, zato je grof Ivan Ferdinand Porcia za to nalogo cesarju predlagal Boštjana Glavinića.
Ta sicer ruščine ni bil vešč, vendar je poleg materinščine obvladal staroslovansko  glagolico, dobro pa je znal italijanščino in seveda latinščino, ruščine in nemščine pa se je moral naučiti sproti.
Pozimi leta 1661 se je na Dunaju pričela zbirati 19 članska delegacija, z vsem dodatnim spremstvom, ki je na pohod krenila meseca februarja. Kaplan Boštjan Glavinić je pridobil tudi posebno listino za spovedno sodnost, to je pravico spovedovanja na tujem ozemlju za vso osebje ekspedicije. Odposlanstvo se je iz Moskve na Dunaj vrnilo septembra  1662. Glavinić je cesarju pisno poročal o poti. . Rokopis obsega dvanajst strani in ga hranijo v Avstrijski narodni knjižnici na Dunaju.
1. oktobra 1662 so Glaviniču dodelili mesto dvornega kaplana v dunajski rezidenci in tam je ostal šest let. Na dvoru je bilo tedaj šest kaplanov, njihovo delo pa ni bilo preveč cenjeno, zato je zaprosil za izpraznjeno mesto župnika v Slovenskih Konjicah. Cesar Leopold I. ga je postavil za župnika leta 1669 ali 1670, kasneje pa je papež Klemen X. imenovanje potrdil. Tedaj in še sedem let kasneje je bil istočasno še dvorni kaplan in uradni tolmač za ruski jezik na Dunaju. Če so ga potrebovali na dvoru kot tolmača, so ga poklicali iz Konjic. Boštjan Glavinič je v Konjicah (1669-1689) preživel lepa in uspešna leta. Za materialna sredstva se mu ni bilo potrebno boriti, saj je imel veliko posestvo in osemdeset podložnikov na štiriintridesetih krajih. V času njegovega službovanja je ustanovil vikariat v Zrečah (1675) in Ločah (1681), v nadžupnijski cerkvi je postavil glavni oltar, tudi rožnovensko kapelo naj bi postavil on. Po skoraj dvajsetih letih župnikovanja v Konjicah je Glavinića papež Aleksander VIII. 8. maja 1690 potrdil za senjsko-modruškega škofa. 
Na škofovskem sedežu si je iz narodnostnega vidika prizadeval, da bi svojo škofijo izločil iz madžarske ostrogomske metropolije, vendar ni uspel. Na svoji zadnji poti proti Dunaju se je bolan ustavil v Slovenskih Konjicah, v tamkajšnjem župnišču, kjer je 5. maja 1697 umrl. Pokopan je v cerkvi svetega Jurija. Njegov nagrobnik je vzidan poleg osrednjega oltarja v rožnovenski kapeli.

## Dela
- Relatio de rebus Moskovitis cumepistoa ad Keioikdzn I. imp.
- Rossica Exteria Schidlerung des Mosskowitischen Reiches
- De pia charitum aurora augustissimi Phoebi Leopoldi augusto rore in marginam resoluta. Auspicatissimis toris augistissimi …Leopoldi et augustissimae Margaritae affectu pio... ablata ab Sebastiano Glauinich  (1666) monografija (knjiga)
- Sebastian Glauinich, Deplua charitum aurora auguistissimi Phoebi Leopoldi augusto rore in Margaritam resoluta: Auspicatissimis Toris Leopoldi et Augustissimae Margaritae affectu pio et aeternum devoto oblata ab humillimo subdito ac Capellano Sebastiano Glauinich,Typis Susannae Rickesin Vidua, (1661) monografija (knjiga) (COBISS)
- Gazophylacium, seu Latino-Illyricorum onomatum aeratium, …(1740) monografija (knjiga)
- Spiritus salutis sive Spiritus sanctus in die Pentecostes Apostolis immissus  (1660) monografija (knjiga)